# Apocope
 (novembre 2020).
Si vous disposez d'ouvrages ou d'articles de référence ou si vous connaissez des sites web de qualité traitant du thème abordé ici, merci de compléter l'article en donnant les références utiles à sa vérifiabilité et en les liant à la section « Notes et références ».
Une apocope, du grec ἀποκόπτω / apokóptô, « retrancher », est une modification phonétique, parfois utilisée comme figure de style, qui se caractérise par l'abréviation du mot complet, en gardant uniquement son ou ses premiers phonèmes ou syllabes (vocaliques ou consonantiques), par exemple « auto » pour « automobile ».
L’apocope est le processus proprement dit (dans l’exemple précédent, la chute de « -mobile ») tandis que le résultat de l’apocope (ici, « auto ») est une abréviation.
Elle correspond à un sens bien précis du mot complet lorsqu'il possède plusieurs homonymes. Cette contraction est souvent utilisée de manière familière pour simplifier le langage.
Elle peut être employée sciemment pour oraliser un discours ou pour brouiller le message dans un but esthétique particulier. Elle est proche de l'élision, de l'ellipse, et de l'abréviation et contribue à la formation de néologismes.
En français, la dernière lettre est quelquefois remplacée par la voyelle ou le suffixe « -o » (par exemple dans apéro, dico, ventilo, etc.).

## Définition

### Définition linguistique
En phonétique, une apocope est l'amuïssement d'un ou plusieurs phonèmes en fin d'un mot : elle s'oppose à l'aphérèse, et toutes deux sont des troncations,. L'élision est une sous-catégorie de l'apocope, elle-même sous-catégorie du métaplasme. Bien que procédé phonétique à l'origine, l'apocope offre néanmoins des effets de style qui permettent de la catégoriser, dans son aspect d'écart par rapport à la norme linguistique admise, dans la classe des figures de style (les romantiques l'ont ainsi utilisée pour railler les règles poétiques figées des siècles précédents). Michel Pougeoise la classe ainsi parmi les figures de diction, comme l'aphérèse et la syncope, et dont la figure mère est le métaplasme ou altération de mot.

### Définition stylistique
L'apocope est très fréquente à l'oral en raison de l'usage des locuteurs qui tendent à ne pas prononcer la fin des mots ; dans cette acception, elle est un mécanisme original de création de mots nouveaux et de néologismes (voir les exemples ci-dessus)
L'argot a très souvent recours à l'apocope qui permet une souplesse de la langue indéniable dans des situations de communication où le principe d'économie prime « C'est une cata » (pour « C'est une catastrophe »).
Elle sert surtout à l'écrit pour guider le lecteur à prononcer les mots, ce qui permet au poète notamment de diriger et conditionner la réception de son texte, sur un rythme particulier par exemple comme dans Chanson à boire d'Alfred Jarry :

« C’est un’ vraie dégoûtation/ [...] Tout’ notre vénération »

L'apocope peut être classée selon son utilisation stylistique ; on distingue en effet :
1. Les apocopes intégrées : radio a donné par usage : « radiodiffusion », « radiographie », « radiophonie », « radiométrie », etc. Elles concernent alors soit une syllabe : colon pour « colonel », ciné pour « cinéma », soit plusieurs syllabes : prof pour « professeur », sous-off pour « sous-officier » ;
2. L'apocope populaire : champ pour le « champagne », accro pour « accroché » ;
3. L'apocope dans les noms propres : Fred pour « Frédérique », Jeff pour « Geoffroy » ou « Jean-François », Sarko pour « Sarkozy » ;
4. L'apocope dans la chanson : usage stylistique destiné à permettre une meilleure prononciation ou éviter des sonorités déplaisantes le « pauv hom il est accro » ;
5. L'apocope dans les abréviations : à l'origine des acronymes : Goulag pour la définition russe de « Glavnoïe Oupravlénié Lagérieï » ou « Administration principale des camps de travail disciplinaires » ;
6. L'apocope dans le verlan ou dans l'argot : cata pour « catastrophe », dej pour « déjeuner », etc.

### Genres concernés
En littérature, l'apocope est majoritairement employée pour mimer la langue orale et ainsi constituer des dialogues réalistes comme dans Voyage au bout de la nuit de Louis Ferdinand Céline : « t’ » pour « tu » comme dans « t’as raison ».
En poésie par ailleurs, son usage contribue à étendre le phénomène de connotation et de ressources symboliques. Très utilisée par les surréalistes pour qui la langue doit être déconstruite afin de parvenir à un langage primitif, l'apocope a donné lieu à des poèmes où le sens est à reconstruire[réf. nécessaire], comme dans les Exercices de style de Raymond Queneau, article apocope :

« Je mon dans un aut plein de voya. Je remar un jeu hom dont le cou é sembla à ce de la gira et qui por un cha a un ga tres... »

De nombreux poètes ont utilisé l'apocope pour donner une dimension pseudo-archaïque à leurs vers, et ainsi donner plus de place à l'interprétation et à la réception du sens par le récepteur[réf. nécessaire].

## Historique de la notion
Originellement, l'apocope désigne, en poésie, la suppression du e final non élidable en fin de vers ; opération qui se pratiquait à l'hémistiche sous le nom de césure épique. Cette règle disparut à l'âge classique. Le recours à l'apocope revint néanmoins au XIXe siècle avec le genre du vers libre, de manière à traduire la prononciation naturelle (élision).
Pour Ferdinand Brunot (La Pensée et la langue), l'apocope est semblable à l'abrègement, mécanisme de formation de mots nouveaux par opération sur le morphème.
Pour Jean Mazaleyrat et Georges Molinié, l’apocope se définit comme « la disparition, en fin de mot, d’un e caduc non élidable : « comm(e) lui » » (Vocabulaire de la stylistique).

## Exemples en français contemporain de l'effet d'une apocope
Certains des exemples relèvent de la langue familière (ex. : « coloc »), tandis que d'autres sont devenus des mots « à part entière » (ex. : « auto »). Dans certains cas, l'apocope est tellement intégrée dans la langue qu'elle n'est pas sentie comme telle par le locuteur (ex. : « métro », « vélo », « taxi »).
- accu pour accumulateur
- actu pour actualité
- ado pour adolescent
- agglo pour agglomération ou les différents agglomérés inorganiques ou de bois
- alu pour aluminium
- amphi pour amphithéatre
- ampli pour amplificateur audio ou amplificateur électronique
- anar pour anarchiste
- apéro pour apéritif
- appart pour appartement
- appli pour application mathématique ou informatique
- astro pour astronomie ou astrophysique
- archi pour architecte ou architecture
- asso pour association
- auto pour automobile
- bad pour badminton
- bac pour baccalauréat
- basket pour basket-ball
- bi pour bisexuel
- bio pour biologique, biologie
- bob pour bobsleigh
- cana pour canalisation
- cap pour capable
- cata pour catastrophe
- catho pour catholique
- chimio pour chimiothérapie
- ciné pour cinéma, lui-même apocope de cinématographe
- chrono pour chronomètre
- claustro pour claustrophobe
- clim pour climatisation ou climatiseur
- clito pour clitoris
- collab pour collaboration
- collabo pour collaborateur
- colo pour colonie de vacances
- coloc pour colocation ou colocataire
- commu pour communauté
- conf pour conférence
- covoit pour covoiturage ou covoitureur
- croco pour crocodile ou la peau de cet animal utilisée en maroquinerie
- crypto pour cryptographie ou cryptologie
- dactylo pour dactylographe
- deg pour dégouté
- dégueu pour dégueulasse
- démo pour démonstration
- dermato pour dermatologue
- diapo pour diapositive
- dico pour dictionnaire
- diff pour différence
- dispo pour disponible ou disponibilité
- doc pour docteur ou document
- docu pour documentaire
- dupli pour duplication
- éco pour économie ou écologie
- écolo pour écologiste
- éjac pour éjaculation
- exo pour exercice scolaire ou de gymnastique
- expo pour exposition (de stand ou musée)
- extra pour extraordinaire
- fac pour faculté (éducation)
- fan pour fanatique (dans le sens « admirateur »)
- flag pour flagrant délit
- fluo pour fluorescent
- folk pour folklore musical, ou musique folk (issu de l’anglais folk music)
- folklo pour folklorique, dans le sens «  excentrique (en) »
- foot pour football
- frigo pour frigorifique ou frigidaire (réfrigérateur)
- gastro pour gastro-entérite
- géo pour géographie
- gym pour gymnastique sportive
- hallu pour hallucination
- hand pour hand-ball
- haltéro pour haltérophilie
- hebdo pour hebdomadaire
- hélico pour hélicoptère
- hétéro pour hétérosexuel
- homo pour homosexuel
- indé pour indépendant
- imper pour imperméable (vêtement)
- impro pour improvisation théâtrale
- info pour information ou informatique
- kart pour karting
- kilo pour kilogramme
- kiné pour kinésithérapeute
- Libé pour le journal Libération
- loco pour locomotive
- lino pour linoleum
- magnéto pour magnétophone (bobines ou cassettes) ou magnétoscope
- maso pour masochiste
- maths pour mathématiques
- mayo pour mayonnaise
- mecano pour mécanicien
- mégalo pour mégalomane
- météo pour météorologie
- métro pour métropolitain (initialement le Métropolitain de Paris)
- micro pour microphone ou micro-ordinateur
- mono pour moniteur (qui encadre) ou son monophonique
- moto pour motocyclette
- muscu pour musculation
- nimp pour l’expression « n'importe quoi ! »
- nympho pour nymphomane
- ophtalmo pour ophtalmologue
- ordi pour ordinateur
- ostéo pour ostéopathe
- pan pour pansexuel
- panto pour pantographe
- para pour parachutiste
- pédé pour pédéraste
- perm pour permission libératoire (dans le cadre d’un service militaire) ou permanence
- philo pour philosophie
- phono pour phonographe
- photo pour photographie (dans le sens de la technique ou art photographique, ou dans celui d’un cliché photographique)
- pola pour polaroid
- polio pour poliomyélite
- poly pour polycopie
- pop pour musique populaire (issu de l’anglais pop music)
- porno pour pornographie
- pneu pour pneumatique
- pro pour professionnel
- prod pour production
- prof pour professeur
- promo pour promotion
- provoc pour provocation
- pseudo pour pseudonyme
- pub pour publicité ou spot publicitaire
- radio pour radiographie (la technique ou le cliché radiographique) ou radiophonie (le poste de radio ou la chaîne de radio)
- récré pour récréation scolaire
- redif pour rediffusion d'émission audiovisuelle
- ref pour référence
- réglo pour réglementaire ou respectueux des règles
- repro pour reprographie
- résa pour réservation
- restau ou resto pour restaurant
- récup pour récupération de déchets ou d'objets, ou récupération physique
- rhino pour rhinocéros ou rhinopharyngite
- saxo ou sax pour saxophone
- scan pour scannérisation (numérisation)
- sécu pour sécurité sociale
- simu pour simulation
- sous-off pour sous-officier
- socio pour sociologie
- spéléo pour spéléologie
- sténo pour sténographie
- stéréo pour son stéréophonique
- stup pour stupéfiant
- stylo pour stylographe
- sympa pour sympathique
- synthé pour synthétiseur
- taxi pour taximètre
- télé pour télévision ou téléobjectif[5]
- tram pour tramway
- trans pour transsexuel ou transgenre
- transat pour transatlantique
- transfo pour transformateur
- transfem pour transféminin
- vélo pour vélocipède
- vidéo pour vidéophonie
- volley pour volley-ball
- yougo pour yougoslave